# Святогорье (Хабаровский край)
Святого́рье — село в районе имени Лазо Хабаровского края России. Административный центр Святогорского сельского поселения.

## География
Село Святогорье стоит на левом берегу реки Хор.
Дорога к селу Святогорье идёт от автотрассы «Уссури» (от посёлка Новостройка) на восток (вверх по левому берегу реки Хор) через село Кондратьевка.
Расстояние от Святогорья до автотрассы «Уссури» около 40 км.
На восток от села Святогорье идёт дорога к селу Каменец-Подольск.

## Население
| 1915 | 1992 | 2002 | 2010 | 2011 | 2012 | 2021 |
| ---- | ---- | ---- | ---- | ---- | ---- | ---- |
| 1171 | ↘910 | ↘783 | ↘769 | ↘658 | ↘640 | ↘554 |

## Улицы
| - ул. Кольцевая, - ул. Комсомольская, - ул. Мира, - ул. Молодёжная, | - ул. Октябрьская, - ул. Партизанская, - ул. Пионерская, - ул. Садовая, | - ул. Совхозная, - ул. Специалистов, - пер. Студенческий, - ул. Юбилейная. |

## Экономика
Жители занимаются сельским хозяйством. В окрестностях села находятся каменные карьеры, производится добыча полезных ископаемых.